# Anabolia servata
Anabolia servata är en nattsländeart som först beskrevs av Mclachlan 1880.  Anabolia servata ingår i släktet Anabolia och familjen husmasknattsländor. Inga underarter finns listade i Catalogue of Life.